# Good Life
Good Life är en låt av den amerikanska musikgruppen Inner City, utgiven som singel 1988. Den sjungs av Paris Grey. Låten, som återfinns på studioalbumet Paradise, nådde fjärde platsen på UK Singles Chart.

## Låtlista

### Vinylsingel – 7"
1. "Good Life" (Master Reese Edit) – 4:03
2. "Good Life" (Instrumental) – 4:17

### Maxisingel – 12"
1. "Good Life" (Magic Juan's Mix) – 8:28
2. "Good Life" (Mayday Club Mix) – 6:12
3. "Big Fun" (L.A. Big Big Fun Remix) – 5:12